# Blue Mound (Illinois)
Blue Mound – wieś w Stanach Zjednoczonych, w stanie Illinois, w hrabstwie Macon.